# Afkolonisering
Afkolonisering er en proces der dækker afvikling af kolonialisme, hvor sidstnævnte er en proces, hvor en nation etablerer og vedligeholder sin dominans over et eller flere territorier uden for landets egentlige grænser. Konceptet anvendes særligt om nedbrydningen af de koloniimperier der var etableret før første verdenskrig, som foregik i nanden halvdel af 1900-tallet over hele verden. Forskere fokuserer særligt på de bevægelser, hvor kolonierne selv begyndte at kræve uafhængighed, som kreolnationalisme.
FNs specialkomité for afkolonisering har udtalt at der processen med afkolonisering ikke er et alternativ for kolonisterne end at tillade en proces med selvbestemmelse, men i praksis kan afkoloniseringen involvere ikke-voldelige revolutioner eller uafhængighedskrige af pro-uafhængighedsgrupper. Det kan også udelukkende involvere landet selv eller kan ske med involvering af udenforstående magter der handler individuelt eller igennem internationale organisationer som Forenede Nationer. Selvom der findes eksempler på afkolonisering helt tilbage til Thukydid skriverier fra 400-tallet f.v.t., så har der været adskillige særligt aktive perioder med afkolonisering i moderne tid. Disse inkluderer opbrydningen af det spanske imperium i 1800-tallet, sammenbruddet af det Tyske Kejserrige, Østrig-Ungarn, Det Osmanniske Rige og Det Russiske Kejserrige efter første verdenskrig, afslutningen på det britiske, franske, hollandske, japanske, portugisiske, belgiske og italienske koloniimperier efter anden verdenskrig og Sovjetunionen (der efterfulgte det russiske kejserrige) ved enden på den kolde krig i 1991.
Afkolonisering er blevet brugt til at omtale den intellektuelle afkolonisering fra kolonisternes ideer, der fik indbyggerne i kolonierne til at føle sig underlegne.